# Piemontul Nyíres de la Borzont
Piemontul Nyíres de la Borzont („La Mestecăniș”) este o arie protejată de interes național ce corespunde categoriei a IV-a IUCN (rezervație naturală de tip botanic), situată în estul Transilvaniei, pe teritoriul județului Harghita.

## Localizare
Aria naturală se află în extremitatea vestică a județului Harghita, pe teritoriul administrativ al comunei Joseni (în vestul satului Borzont), în imediata apropiere de drumul național DN13B care leagă Praidul de municipiul Gheorgheni.

## Descriere

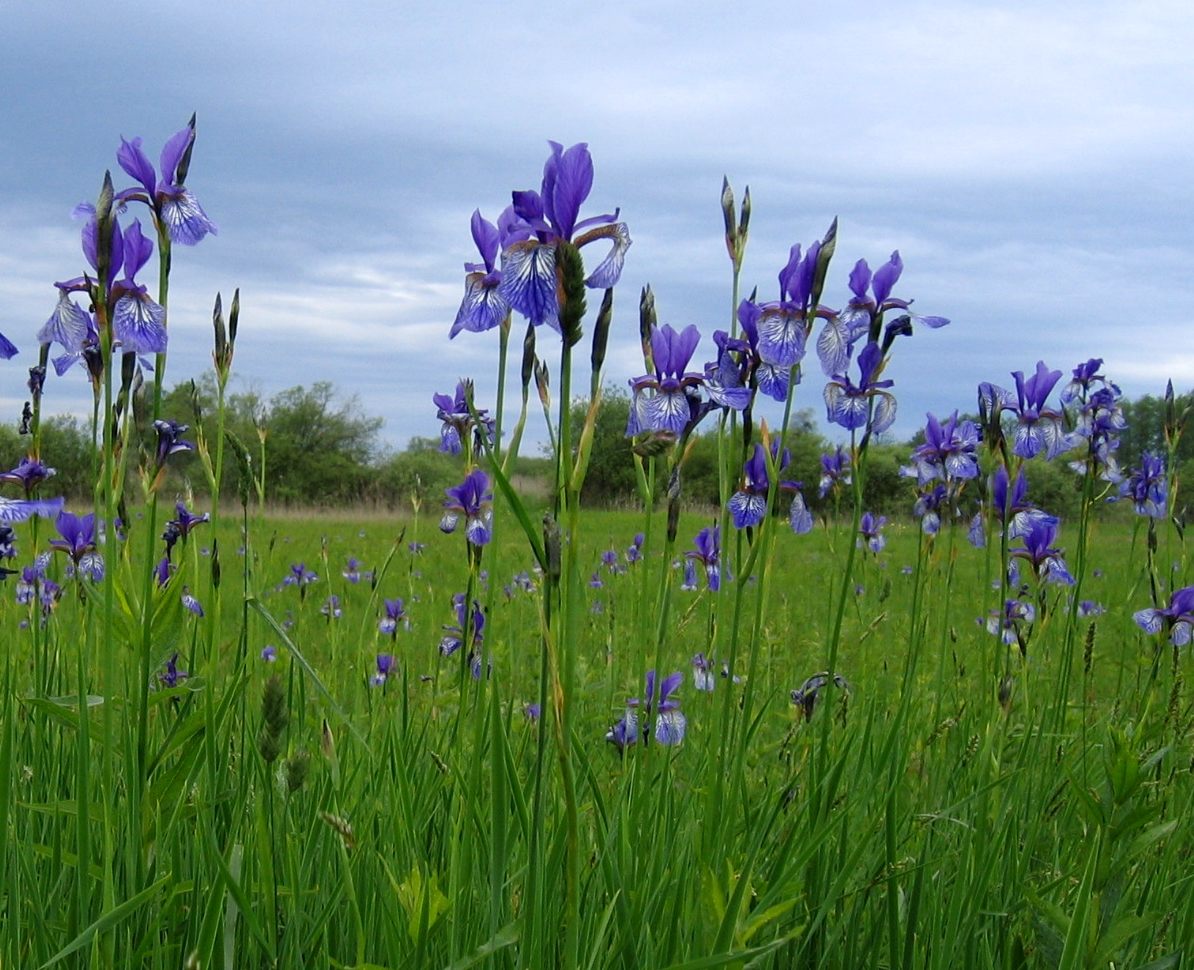
Stânjenei sălbatici (Iris sibirica)

Rezervația naturală a fost declarată arie protejată prin Legea Nr.5 din 6 martie 2000, publicată în Monitorul Oficial al României, Nr.152 din 12 aprilie 2000, privind aprobarea Planului de amenajare a teritoriului național - Secțiunea a III-a - zone protejate și se întinde pe o suprafață de 20 ha. Aceasta este inclusă în situl de importanță comunitară - Borzont.
Aria naturală reprezintă o zonă cu fânețe și mlaștini ce adăpostește arborete de mesteacăn (Betula pendula) și  salcie (Salix alba); și conservă mai multe rarități din flora spontană a estului Depresiunii colinare a Transilvaniei.
La nivelul ierburilor vegetează câteva specii floristice protejate prin Directiva Consiliului European 92/43/CE (anexa I-a) din 21 mai 1992 (privind conservarea habitatelor naturale și a speciilor de faună și floră sălbatică); printre care: darie (Pedicularis sceptrum-carolinum), coada șoricelului (din specia Achillea impatiens), rotoțele albe (Achillea ptarmica), joldeală (Serratula wolffii), ghințură (Gentiana pneumonanthe), săbiuță (Gladiolus imbricatus), garofiță (Dianthus superbus), orhidee (Dactylorhiza majalis), stânjenel sălbatic (Iris sibirica), bulbuc de munte (Trollius europaeus) sau  taulă (Spiraea salicifolia).